# Skowarcz-Kolonia
Skowarcz-Kolonia (kaszb. Skòwôrcz-Kòlonijô) – nieoficjalna kolonia wsi Skowarcz w Polsce położona w województwie pomorskim, w powiecie gdańskim, w gminie Pszczółki
Miejscowość leży przy trasie linii kolejowej (Gdańsk-Tczew-Bydgoszcz).
Wieś wchodzi w skład sołectwa Skowarcz.
Transport publiczny jest obsługiwany przez trójmiejskią SKM (przystanek SKM Skowarcz).
W latach 1975–1998 miejscowość administracyjnie należała do województwa gdańskiego.